# 상용차정보
상용차정보는 대한민국에서 유일하게 트럭, 버스, 특장차, 부품 등 상용차업계에 관련된 전문정보를 제공하는 기업이다.

## 연혁
1999년 설립 당시 명칭은 한국상용차정보였으나 2010년 법인으로 전환하면서 ㈜상용차청보로 명칭이 변경됐다.

## 발행매체
주요 발간매체로 최장기간 발행되고 있는 화물차, 버스, 특장차, 부품 등 상용차 제품 전문 백서인 연 2회 발행되는 반년지 트럭스앤파츠와 8년째 월간으로 발행되는 상용차매거진 등을 발간하고 있다.

## 온라인/모바일 서비스
온라인/모바일을 통해 인터넷 온라인 신문 상용차신문 과 상용차 관련제품 데이터베이스 를 서비스하고 있다.
현재 Daum과의 검색제휴를 통해 관련기사를 검색어 검색을 통해 확인할 수 있다. NAVER에 공식포스트를 운영하고 있으며 월 평균 조회수 28만여건을 유지 중이다.

## 위치
현재 경기도 남양주시 다산중앙로 19번길 21, 블루웨일 1차 1001호에 위치해 있다.

## 같이 보기
- 트럭스앤파츠
- 상용차매거진
- 상용차신문
- 상용차 DB